# Wish in One Hand...
Wish in One Hand... è un extended play del gruppo musicale statunitense Guided by Voices, pubblicato nel 1997 negli Stati Uniti d'America dalla Jass Records. Il brano "Teenage FBI" verrà successivamente ri-registrato e diventerà il primo singolo estratto da Do the Collapse.

## Tracce
Tutti i brani sono stati scritti da Robert Pollard.
Lato A
1. Teenage FBI [original version] – 1:39
2. Now I'm Crying – 1:55

Lato B
1. Real – 2:25